# 施泰因富特
施泰因富特（德語：Steinfurt，發音：[ˈʃtaɪnfʊʁt] ⓘ）是德国北莱茵-威斯特法伦州明斯特行政区施泰因富特县的城市，也是施泰因富特县的县治，面积111.67平方千米，2023年12月31日人口为35,456人。